# Systemintegration
Systemintegration är ett begrepp inom Informationsteknologi. Begreppet innebär att flera olika fristående system kopplas ihop för att fungera tillsammans. För att detta ska fungera skapas en applikation som jobbar mot systemens olika gränssnitt. Då kan systemen skicka information till varandra automatiskt utan att behöva ha en person som sitter och manuellt matar in denna information.

## Exempel
Ett paket som ska nå sin destination måste genomgå flera sorteringar och transporter. Genom att systemen på de olika lager som detta involverar är sammankopplade kan en tredje part följa paketets gång. När paketet scannas med hjälp av en RFID-läsare så uppdateras paketets tillstånd och position på en webbplats.

## Olika metoder

### Punkt-till-punkt
Ofta börjar integrationsprojekt med två fristående system som ska kunna utbyta information. Till exempel en integrering mellan ekonomisystemet med fakturascanningssystemet. Det kallas då att man gör en punkt-till-punkt (point-to-point) integration. Då säkerställer man att endast en mottagare tar emot ett speciellt meddelande. Det krävs också att systemet vet var meddelandet ska lämnas och hur det ska översättas så att mottagaren kan läsa det. När man använder punkt-till-punkt integration så måste sändaren veta om hur mottagaren kan ta emot meddelandet. Om mottagaren ändrar sitt sätt att ta emot sina meddelanden måste integrationen ändras.
Om många system ska utbyta information på detta sätt blir det lätt mycket jobb. När detta händer brukar man kalla det för spagettiintegration och då ökar underhållskostnaderna kraftigt. Det blir helt plötsligt en mycket stor kostnad att byta ut ett system eftersom en ny integration måste ske för varje system som denna ska ha kontakt med.

### Broker
När man har många system sammankopplade blir det dyrt att underhålla en punkt-till-punkt lösning och därför använder man sig istället för ett centralt system som tar hand om kommunikationen mellan de olika systemen, en broker (en ”mäklare”). En brokers uppgift är huvudsakligen att få systemen att kommunicera genom brokern istället för direkt med varandra. Då kan denna ta hand om de olika format som systemen använder och om man lägger till ett nytt system blir det enklare att integrera på ett ställe (alltså mellan det nya systemet och brokern) istället för att lära många system att kommunicera med det nya systemet (som i punkt-till-punkt integrering). Det enda språk som systemen behöver lära sig är brokerns. 

### Meddelandehanterare
Uppgiften hos en meddelandehanterare är lik den hos brokern, men meddelandehanteraren erbjuder också en gemensam kommunikationsmodell. Vilka meddelanden som ska kunna skickas måste då bestämmas i förväg. Många integrationsmotorer som finns på marknaden idag är meddelandebaserade (till exempel Microsoft BizTalk Server, WebSphere). 